# Jewgienij Leonow
Jewgienij Pawłowicz Leonow (ros. Евге́ний Па́влович Лео́нов; ur. 2 września 1926, zm. 29 stycznia 1994) – radziecki aktor filmowy i głosowy. Znany z podkładania głosu Kubusia Puchatka w filmach rysunkowych o Misiu Puszatku Fiodora Chitruka. Pochowany na Cmentarzu Nowodziewiczym w Moskwie.

## Wybrana filmografia

### Role filmowe
- 1959: Śnieżna baśń jako Stary Rok
- 1960: Tygrysy na pokładzie jako Szulejkin
- 1968: Zakręt szczęścia jako fotograf Władimir Oriesznikow
- 1970: Dworzec Białoruski jako Iwan Prichodko
- 1971: Hełm Aleksandra Macedońskiego jako Troszkin-Docent
- 1974: Premia jako brygadzista Potapow
- 1976: Cyrk w cyrku jako dyrektor cyrku
- 1977: Mimino jako Wołochow
- 1978: Zwyczajny cud jako Król
- 1979: Jesienny maraton jako Charitonow
- 1980: Po zapałki jako Anti Ihalainen
- 1987: Kin-dza-dza! jako Uef (Czatlanin)

### Role głosowe
- 1964: Kot wędkarz jako Kot wędkarz
- 1969: Kubuś Puchatek i pszczoły jako Kubuś Puchatek (Miś Puszatek)
- 1971: Kubuś Puchatek idzie w gości jako Kubuś Puchatek (Miś Puszatek)
- 1972: Kubuś Puchatek i jego troski jako Kubuś Puchatek (Miś Puszatek)
- 1972: Marzenie osiołka
- 1980: Gaduła
- 1981: Tygrysek na słoneczniku jako narrator
- 1986-1987: Pingwinek Lolo
- 1987: Jak osiołek rozchorował się ze smutku

## Nagrody i odznaczenia
- 1972: Ludowy Artysta RFSRR
- 1978: Ludowy Artysta ZSRR